# 泰勒艾卜耶德區
泰勒艾卜耶德區（阿拉伯语：‎；：‎）為敘利亞拉卡省的區，位在敘利亞北部。泰勒艾卜耶德為該區的首府。
2004年的人口普查中該區人口為129,714人。該區居民大多數為遜尼派阿拉伯人，也有多數的庫德人。土耳其作家表示庫德人佔該區總人口數的40-45%，也預估了在泰勒艾卜耶德區的阿拉伯人和庫德人佔該區總人口數的98%。

## 分區
泰勒艾卜耶德區共分成3個分區或子區（nawāḥī）（2004年數據）：
| PCode    | 名稱             | 阿拉伯語       | 人口   | 首府         |
| -------- | ---------------- | -------------- | ------ | ------------ |
| SY110200 | 泰勒艾卜耶德分區 | ناحية تل أبيض  | 44,671 | 泰勒艾卜耶德 |
| SY110201 | 蘇路克分區       | ناحية سلوك     | 44,131 | 蘇路克       |
| SY110202 | 艾因伊薩分區     | ناحية عين عيسى | 40,912 | 艾因伊薩     |